# Shōto Ashino
Shōto Ashino (japanisch 芦野 翔斗 Ashino Shōto; * 24. Juli 1992 in der Präfektur Kanagawa) ist ein japanischer Fußballspieler.

## Karriere
Ashino erlernte das Fußballspielen in den Jugendmannschaften vom Shirane SC und Yokohama FC Izumi, der Schulmannschaft der Seiryo High School sowie in der Universitätsmannschaft der Kanagawa-Universität. Seinen ersten Vertrag unterschrieb er 2015 bei tonan Maebashi. 2016 wechselte er zu YSCC Yokohama. Hier kam er in der Reservemannschaft zum Einsatz. Von 2018 bis 2019 spielte er in der ersten Mannschaft. Die erste Mannschaft spielte in der dritten japanischen Liga. Hier kam er zehnmal zum Einsatz.